# Joy (Band)
Joy ist eine österreichische Dance-Pop-Band.

## Geschichte
Die Band Joy wurde 1984 in Bad Aussee von Andy Schweitzer, Freddy Jaklitsch und Manfred Temmel gegründet. Kurze Zeit später bekam das Trio einen Plattenvertrag bei dem österreichischen Label OK-Musica. Die Plattenfirma beauftragte Michael Scheickl, der Österreich 1982 beim Eurovision Song Contest 1982 mit dem Duo Mess vertreten hatte, die „drei Jungs vom Land“ zu unterstützen.
Joys erste Single, Lost in Hong Kong, wurde im Februar 1985 veröffentlicht und verfehlte eine Hitparadennotierung. Die Folgesingle Touch by Touch wurde im September 1985 ein Charthit in Deutschland und Österreich. Das Album Hello erschien 1986 und machte die Band in mehr als 30 Ländern bekannt. Ein Titel, der als Single nie veröffentlicht war, Valerie, wurde ein Erfolg in Osteuropa: in der UdSSR als Flexi-Single, veröffentlicht durch die Zeitschrift Krugozor, und in Ungarn durch Coverversion Te meg en der lokalen Gruppe Inflagranty. Wegen ihrer unpolitischen Texte waren Joy eine der wenigen Bands, die hinter dem Eisernen Vorhang spielen durften. 1986 und 1987 spielte die Gruppe in der DDR-Fernsehsendung Ein Kessel Buntes.
Im Sommer 1986 entstand das zweite Album, Joy and Tears. Vorab erschien die Single Japanese Girls, die besonders in Asien populär war. Daraufhin ging die Band auf Asien-Tour und spielte im Januar und Februar 1987 in Bangkok, Hongkong, Singapur, Taiwan und Seoul vor mehr als 60.000 Zuschauern, und in Seoul vor 24.000 Menschen im Jamsil Olympia Stadion. 1987 traten Joy auch in verschiedenen europäischen Ländern auf, 1988 spielten die Musiker einige Konzerte in den USA (hauptsächlich für das chinesischsprachige Publikum). Zuvor war die auch als Single erschienene Ballade Destination Heartbeat Titelmusik der ORF-Tatort-Episode Flucht in den Tod.
Bandgründer, Keyboarder und Songwriter Andy Schweitzer  holte Anzo Morawitz, nachdem Jaklitsch und Temmel die Gruppe verlassen hatten, als neuen Sänger zu Joy. Mit Andy Schweitzer und Anzo nahmen sie 1989 in Los Angeles mit Produzent Tony Peluso (4 Grammies) das schwarze Album JOY auf
Im Herbst 1996 gründeten Jaklitsch und Temmel die Schlager-Pop-Band Die Seer, später eines der erfolgreichsten Projekte der österreichischen Musikszene.
Joy spielte im Juni 1997 beim Dancing-City-Festival im Gorki-Park in Moskau. 2002 nahm die Band am ersten Disco-80- Festival, organisiert durch Autoradio, eine der populärsten Radiostationen in Russland teil. Es folgte eine mehrjährige Pause.
2010 entschieden sich alle drei Mitglieder der ursprünglichen Formation dafür, den 25. Jahrestag ihres ersten Erfolgs durch eine Wiedervereinigung zu feiern. Im Oktober 2010 spielte Joy auf dem Legends-of-Retro-FM-Festival in Moskau, im November erschien eine Maxi-CD mit vier neuen Versionen von Touch by Touch.
2011 kam mit Enjoy ein neues Album auf den Markt, das Platz 21 in den österreichischen Charts erreichte. Es erschien in Russland beim Label CD-Land und in Ungarn bei Hargent Media. Am 15. Juli 2011 spielte Joy beim Viljandi Retro Festival in Estland vor über 7.000 Zuschauern, die auch aus Lettland kamen. Im November 2011 folgte ein weiterer Auftritt beim Disco-80-Festival in Moskau.

## Diskografie

### Alben
- 1986 – Hello
- 1986 – Joy & Tears
- 1989 – Joy (3. Album)
- 2007 – Mallorca Summer Dance Party (8 Medleys; VÖ: 30. Oktober)
- 2011 – Enjoy (VÖ: 1. Juli)
- 2014 – Summer Dance Party (Reissue des Albums von 2007; VÖ: 25. Juli)
- 2021 – In Love (5 Titel)

### Kompilationen
- 1987 – Best
- 1987 – Touch Re-Mix '87
- 1992 – Best of Joy
- 1999 – Best of Joy
- 2011 – Hits & More - Best Of
- 2011 – Hits & More - The Remixes & Rarities
- 2014 – Touch By Touch - Hit-Mix
- 2015 – The Original Maxi-Singles Collection (VÖ: 27. November)
- 2016 – Hit-Mix (VÖ: 21. Januar)
- 2016 – Touch by Touch: The Hits & More (VÖ: 19. August) Reissue

### Singles
- 1985 – Lost in Hong Kong
- 1985 – Touch by Touch
- 1986 – Hello
- 1986 – Japanese Girls
- 1986 – Touch Me My Dear
- 1987 – Destination Heartbeat
- 1987 – It Happens Tonight
- 1987 – Black Is Black (Remix)
- 1987 – Disco Mix Vol. 13 - Korean Girls
- 1988 – Kissin' Like Friends
- 1989 – She's Dancing Alone
- 1990 – Born to Sing a Lovesong
- 1994 – Hello, Mrs. Johnson
- 1995 – Felicidad
- 1998 – Touch by Touch 98
- 1995 – Touch by Touch (The Remake) (vs. Area 51!)
- 2010 – Touch by Touch 2011 (VÖ: 17. Dezember)
- 2011 – Love Is All Around (Promo; VÖ: 4. Februar)
- 2017 – Lunapark (VÖ: 6. Mai)
- 2020 – Mas, Mas, Mas (nur als Download-Titel)